# José Selgas
José Selgas Carrasco, né à Lorca (Région de Murcie) le 27 novembre 1822 et mort à Madrid le 5 février 1882, est un écrivain et journaliste espagnol.

## Œuvres
Entre 1884 et 1894 est publiée une édition de ses œuvres complètes en 13 volumes.

### Poésie lyrique
- La primavera (1850)
- El estío (1853)
- Flores y espinas (1879)
- Versos póstumos (1883)

### Romans
- Deuda del corazón (1872)
- La manzana de oro (1873)
- Una madre (1883) etc.

### Contes
- Escenas fantásticas (1876).
- Mundo invisible (1877).

### Articles et essais
- Estudios sociales. I. Hojas Sueltas y más hojas sueltas (2 vol.). II. Nuevas hojas sueltas. III. Luces y sombras y libro de memorias. IV. Delicias del nuevo paraíso y cosas del día. V. Fisionomías contemporáneas Madrid: Imprenta de A. Pérez Dubrull, 1883-1889, cinco volúmenes
- Hechos y dichos (continuación de las Cosas del Día) Idilio patibulario. El banco. Cuenta corriente. La emoción del día. Los suicidios. Frases hechas. Sevilla: Francisco Álvarez y Cª, 1879.
- Hojas sueltas. Viajes ligeros alrededor de varios asuntos (La guerra, La Semana Santa, El crédito, El dinero, Los niños, La esperanza...).
- Libro de memorias Madrid: Imprenta del Centro General de Administración, 1866.